# Henry Montgomery Lawrence

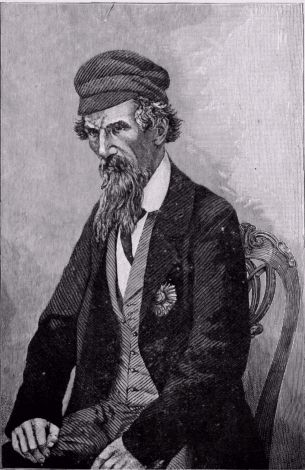
Sir Henry Montgomery Lawrence

Sir Henry Montgomery Lawrence (* 28. Juni 1806 in Matara, Ceylon; † 4. Juli 1857 in Lakhnau) war ein britischer General.

## Leben
Henry Montgomery war Sohn von Oberst Alexander Lawrence und besuchte das Foyle College in Derry. Anschließend wechselte er auf das Green College in Bristol und studierte ab August 1820 auf dem Militärcollege zu Addiscombe in England.
Am 10. Mai 1822 trat er in die bengalische Artillerie ein. Am 21. Februar 1823 erreichte er seinen Posten in Dum Dum. Lawrence nahm mit seiner Batterie am Ersten Anglo-Birmanischen Krieg teil, wo er an der Eroberung Arakans teilnahm und an Dysenterie erkrankte. Es folgten ein Aufenthalt in England und verschiedene militärische Verwendungen in Indien, während derer er sich dem Studium der einheimischen Sprachen widmete. Am 12. September 1832 wurde ihm die Sprachenqualifikation zuerkannt.
1833 wurde er assistant revenue surveyor der Nordwestprovinz. Am 2. Juni 1835 erfolgte seine Beförderung zum full surveyor. Am 14. Januar 1839, wurde er Assistent von George Clerk und übernahm die Zivilverwaltung von Ferozepore.
Am 31. März 1840 wurde Lawrence Assistent des Beauftragten für den Punjab und die Nordwestgrenze und nahm an einer Strafexpedition nach Kabul teil. Er kommandierte das Sikh-Kontingent bei Tezeen und Haft Khotal und war bei George Pollock, als dieser am 16. September 1842 Kabul erreichte. Am 1. Dezember 1843 wurde Lawrence Resident in Kathmandu. Im Ersten Sikh-Krieg wurde er zum Beauftragten für das Panjab und die Nordwestgrenze ernannt und war bei der Schlacht von Sobraon und der Besetzung Lahores anwesend. Am 8. Januar 1847 wurde er Resident in Lahore. Auf Heimaturlaub wurde er am 28. April 1848 zum Knight Commander des Order of the Bath ernannt. Während des Zweiten Sikh-Kriegs nahm er an der Belagerung von Multan und der Schlacht von Chillianwala teil.
1849 wurde er Chef der Verwaltungskommission für das Panjab. Lawrence war ein Gegner der Annexion des Panjab und geriet über diese Frage mit Generalgouverneur James Andrew Broun-Ramsay, 1. Marquess of Dalhousie, aneinander.
1852 als politischer Agent für Rajputana wurde er am 19. Juni 1854 darauf auch zum Obersten und Adjutanten der Königin ernannt. Lawrence erhielt im März 1857 die Verwaltung von Oudh und starb während des Indischen Aufstands von 1857 bei der Verteidigung von Lakhnau an den Folgen einer durch einen Granatsplitter verursachten Wunde am linken Oberschenkel am 4. Juli 1857 als Brigadegeneral.
Sein ältester Sohn Alexander Hutchinson, eines der drei Kinder, die Lawrence überlebten, wurde wegen der Verdienste seines Vaters zum Baronet erhoben.
Nach ihm wurden unter anderem Henry Lawrence Island im Indischen Ozean und die Stadt Lawrence in Neuseeland benannt.

## Werke
- Some Passages in the Life of an Adventurer in the Punjab
- Adventures of an officer in the service of Runjeet Singh
- Essays Military and Political
- Essays on the Indian Army and Oude